# 耶布斯人
耶布斯人是挪亚之孙迦南所生之子耶布斯的后裔，耶布斯意即打谷场。耶路撒冷曾为耶布斯人所盘据，以色列人出埃及时，他们住在迦南地。以色列人进迦南时，耶布斯王被打败了。
后来大卫王攻取了耶路撒冷，以此作为以色列王國的首都。耶布斯人亚劳拿曾献禾场给大卫筑坛献祭。所罗门作王时，耶布斯人成为为所罗门王服役的奴仆。